# Skadar (kraj)
Kraj Skadar (albánsky Qarku i Shkodrës) je jedním z dvanáctí krajů Albánie. Sestává z okresů Malësi e Madhe, Pukë a Skadar. Jeho hlavním městem je Skadar (Shkodër). Na východě hraničí s krajem Kukës, na jihu s krajem Lezhë. Jihozápadní hranici tvoří pobřeží Jaderského moře, na severu hraničí s Černou Horou.